# Allantophomopsis
Allantophomopsis is een geslacht van schimmels uit de familie Phacidiaceae. De typesoort is Allantophomopsis cytisporea.

## Soorten
Volgens Index Fungorum telt het geslacht vier soorten (peildatum februari 2022):
| Soortnaam                   | Auteur(s)              | Publicatiejaar |
| --------------------------- | ---------------------- | -------------- |
| Allantophomopsis cytisporea | (Fr.) Petr.            | 1925           |
| Allantophomopsis lunata     | (Shear) Crous & Carris | 2015           |
| Allantophomopsis lycopodina | (Höhn.) Carris         | 1990           |
| Allantophomopsis peregrina  | Petr. & Cif.           | 1930           |